# Trilogia della città di R.
Trilogia della città di R. è un libro scritto da Maria Rita Parsi, sociologa, nel quale sono raccolte le tre prime opere realizzate dall'autrice a partire dal 1976. Le tre opere sono legate da un filo conduttore, costituito dalla indagine sul territorio eseguita dalla sociologa, finalizzata ad esplorare la vita ai margini di una metropoli, la reale condizione dei bambini e delle loro famiglie, le istituzioni scolastiche perennemente in ritardo sui tempi, le periferie, il loro degrado e abbandono ma anche l'impegno politico e civile atto a risollevarle, il razzismo sempre in agguato, la pratica malavitosa dello sfruttamento di minori, il tentativo di valorizzare le diversità, il tentativo di incanalare e convertire la violenza e il degrado grazie all'action créative.

## Contenuti
La prima parte del libro è dedicata alla esperienza della animazione, ideata per sopperire la contemporanea crisi del teatro e delle strutture educative scolastiche e familiari, avvenuta verso la fine degli anni sessanta. L'animazione consente di alterare il tradizionale rapporto tra educatore e educando, in quanto non esistono più ruoli fissi e gerarchizzati, che vengono sostituiti da collaborazioni di gruppo con ruoli paritetici. L'esperienza raccontata nel libro è doppiamente importante perché è ambientata in una borgata, trascurata dalle istituzioni e dalla società, nella quale esistevano pochi spazi per l'aggregazione sociale culturale e artistica. Alcuni degli strumenti dell'animazione sono stati il dibattito, il giornale murale, i testi teatrali, la musicoterapia, la ludocoreografia, l'animazione teatrale e grafica, l'animazione dei burattini, il teatro didattico, il cinema realizzato in proprio, lo psicodramma, i murales, i manifesti, la stampa (vedi l'esperienza simile attualmente attiva de il Visionario), la scultura e gli incontri pubblici.
L'autrice narra la storia delle borgate, e presenta numerose storie di famiglie provenienti da quei contesti socio-ambientali, e introduce il lavoro sul territorio svolto per debellare il razzismo e per coinvolgere i cittadini in attività culturali creative.

## Edizioni
- Maria Rita Parsi, Trilogia della città di R., Arnoldo Mondadori, 1999,  pp.298 , cap.3.